# Bespreking van Karađorđevo
De Bespreking van Karađorđevo werd gevoerd door de Kroatische president Franjo Tuđman en de Servische president Slobodan Milošević en ging over de situatie in Kroatië en Bosnië en Herzegovina. De bespreking werd gehouden in maart 1991, nog voordat Joegoslavië uit elkaar viel door de eerste onafhankelijkheidsverklaring van Slovenië op 25 juni 1991.
De bespreking leidde tot veel onrust onder Bosniërs, omdat in Bosnische kringen werd beweerd dat de twee leiders samenzwoeren om Bosnië en Herzegovina tussen Servië en Kroatië te verdelen. Aan Bosnische zijde werd daarom ook wel gesproken van het Verdrag van Karađorđevo. Er werd gesuggereerd dat er tussen de beide te verdelen gebieden een kleine buffer gereserveerd zou worden voor Bosniakken.
De exacte onderwerpen van de onderhandelingen zijn echter niet publiekelijk bekendgemaakt en van Servische en Kroatische zijde werd gemeld dat er niets concreets was bereikt.
Een jaar later, op 27 april 1992, kwam er wel een verdrag, echter tussen de Bosnische Kroaten in Herceg-Bosna en de Bosnische Serviërs in de Servische Republiek. Het betrof hier het Akkoord van Graz. Dit verdrag werd getekend door Radovan Karadžić en Mate Boban en behandelde feitelijk de verdeling van Bosnië en Herzegovina.
Sloveense Oorlog (1991) · Kroatische Oorlog (1991-95) · Bosnische Burgeroorlog (1992-95) · Kroatisch-Bosniakse Oorlog (1992-94) · Kosovo-oorlog (1998-99) · Operatie Allied Force (1999) · Conflict in de Preševo-vallei (2001) · Macedonisch conflict (2001)